# Теоклімен
Теоклі́мен, Феоклі́мен (грец. Θεοχλύμενος):
1. Віщун з міста Гіпересії в Арголіді; вчинивши вбивство, утік до Спарти, де зустрів Телемаха і разом з ним подався до Ітаки. Теоклімен сповістив Пенелопу про повернення Одіссея та передрік загибель женихів.
2. Син єгипетського царя Протея, в якого перебувала Єлена (коли Паріс, за однією з версій, привіз до Трої привид дружини Менелая). Після смерті батька Т. примушував Єлену стати його дружиною й наказував убивати кожного грека, що ступав на єгипетську землю. Менелай, якого буря занесла в Єгипет, утік разом з Єленою завдяки допомозі Діоскурів.